# 加藤博康
加藤 博康（かとう ひろやす、1915年（大正4年）7月15日 - 2002年（平成14年）7月18日）は、昭和時代の政治家。埼玉県秩父郡両神村長、秩父市長。

## 経歴
埼玉県出身。1940年（昭和15年）東京帝国大学法学部法律学科を卒業する。1951年（昭和26年）秩父郡両神村長に当選し3期務め、1964年（昭和39年）秩父市助役を経て、1975年（昭和50年）秩父市長に当選。1987年（昭和62年）引退した。

## 栄典
勲章等
- 1977年（昭和52年） - 藍綬褒章[3]